# Козяр Микола Миколайович
Козяр Микола Миколайович (нар. 6 липня 1951, Застав'я) — доктор педагогічних наук, професор.
Народився 6 липня 1957 року в селі Застав'я, Корецького району, Рівненської області. В 1974 році закінчив Володимирецьку середню школу.

## Навчання
З 1974 по 1979 рік навчався в Українському інституті інженерів водного господарства на інженерно-економічному факультеті та отримав кваліфікацію гірничий інженер.
З 1994 по 1998 рік навчався в аспірантурі Рівненського державного гуманітарного університету.
У 1999 році захистив кандидатську дисертацію у спеціалізованій вченій раді Національного педагогічного університету ім. М. П. Драгоманова, та присвоєно науковий ступінь — кандидат педагогічних наук.
З 2000 по 2012 рік робота над докторською дисертацією.
В січні 2013 року захистив докторську дисертацію в спеціалізованій вченій раді Національного університету біоресурсів та природокористування, та присвоєно науковий ступінь — доктор педагогічних наук.

## Трудова діяльність
Трудову діяльність розпочав з грудня 1979 року навчальним майстром кафедри розробки родовищ корисних копалин.
З 1980 року обраний за конкурсом на посаду асистента кафедри нарисної геометрії та інженерної графіки.
З 1999 року старший викладач кафедри нарисної геометрії, інженерної та машинної графіки.
З 2001 року доцент кафедри нарисної геометрії, інженерної та машинної графіки.
З 2013 року завідувач кафедри теоретичної
механіки, інженерної графіки та машинознавства.,
Автор понад 250 наукових і навчально-методичних розробок і публікацій, з них: 4 монографій (2 колективні), 4 статті у Scopus.
Відомий фахівець в галузі використання графічного пакету AutoCAD; автор підручників «Технічне креслення» та «Інженерна графіка: Машинобудівне креслення», навчальних посібників «Основи машинної графіки», «Сучасні програмні засоби проектування та геометричного моделювання на ЕОМ», «Машинобудівні кресленики», «Інженерна графіка. Побудова зображень», «Нарисна геометрія», «Комп'ютерна графіка: AutoCAD», «Комп'ютерна графіка: SOLIDWORKS», «Нарисна геометрія, інженерна та комп'ютерна графіка», «Розрізи та перерізи», навчального практикуму «Інженерна графіка в системі графічного пакету AutoCAD». Чотири навчальних посібника рекомендовано Міністерством освіти, науки, молоді та спорту України для бакалаврів технічних ЗВО.
Область наукових інтересів: інженерна геометрія і графіка, комп'ютерний інжиніринг, організаційно-педагогічне і методичне забезпечення графічної підготовки студентів на основі комп'ютерних графічних технологій і систем, формування особи майбутнього фахівця. Автор монографії: «Формування графічної діяльності студентів вищих технічних навчальних закладів освіти засобами комп'ютерних технологій». Протягом 2000—2013 рр. досліджено «Теоретичні і методичні основи графічної підготовки майбутніх інженерів у галузі водного господарства засобами інноваційних технологій». Підготовлено рукопис. Матеріали дослідження впроваджено у дев'яти ВНЗ України та в конструкторському бюро УБ РАЕС, що підтверджено відповідними актами впровадження.
Підготував кандидатів педагогічних наук: 
1. Фещук Ю.В., 13.00.02 – теорія та методика навчання, «Методика розвитку просторового мислення майбутніх учителів технологій засобами комп’ютерної графіки», диплом кандидата педагогічних наук ДК № 060127, від 13.04.2010.
2. Якимчук М.Ю., 13.00.02 – теорія та методика навчання, «Розвиток творчих здібностей лінгвістично обдарованих старшокласників гімназії у процесі навчання української мови», диплом кандидата педагогічних наук ДК № 031252 від 29.09.2015.
3. Тимощук О.С., 13.00.02 – теорія та методика навчання, «Методика навчання охорони праці майбутніх вчителів технологій», диплом кандидата педагогічних наук ДК № 036846, від 01.04.2016.
4. Шевчук Т.Є., 13.00.04 – теорія і методика професійної освіти, «Педагогічні умови гуманітарної підготовки майбутніх фахівців механічної інженерії у вищих технічних навчальних закладах», диплом кандидата педагогічних наук ДК № 039613, від 13.12.2016.
5. Зубик Л.В., 13.00.04 – теорія та методика професійної освіти, «Формування професійних компетентностей майбутніх бакалаврів з інформаційних технологій у процесі вивчення фахових дисциплін», диплом кандидата педагогічних наук ДК № 039610, від 13.12.2016.
6. Липчанко-Ковачик О.В., 13.00.04 – теорія та методика професійної освіти, «Підготовка майбутніх бакалаврів-філологів до використання інтерактивних технологій у процесі професійної діяльності», диплом кандидата педагогічних наук ДК № 038737 від 29.09.2016.
7. Гришко В.І., 13.00.04 – теорія і методика професійної освіти, «Формування базових компетентностей майбутніх правознавців у процесі фахової підготовки», диплом кандидата педагогічних наук ДК № 035898 від 12.05.2016.
8. Ратинська І.О., 13.00.04 – теорія та методика професійної освіти, «Формування професійних компетентностей майбутніх операторів з обробки інформації та програмного забезпечення в процесі вивчення економічних дисциплін», диплом кандидата педагогічних наук ДК № 049385, від 23.10.2018.
9. Парфенюк О.В. 13.00.04 – теорія та методика професійної освіти, «Формування графічної компетентності майбутніх фахівців галузевого машинобудування у закладах вищої освіти засобами чотиривимірної графіки», диплом кандидата педагогічних наук ДК № 059771, від 15.04.2021.
Козяр М. М. є учнем наукових шкіл академіка АПН України Тхоржевського Д. О. та професорів Сидоренка В. К. і Верхоли А. П.

## Список симпозіумів та конференцій
- симпозіумі: «Перший Міжнародний науково-практичний симпозіум міждисциплінні дослідження в науці і освіті» (Київ, 2012 р.); «Міждисциплінні дослідження в науці та освіті» (Київ, 2012);
- міжнародних конференціях: «Професійне становлення особистості: проблеми і перспективи» (Хмельницький, 2001 р.); «Трудова підготовка у III тисячолітті: зміст і технології» (Тернопіль, 2004 р.); «Нові інформаційні технології в навчальних закладах України» (Одеса, 2005 р.); «Інноваційні технології в професійній підготовці вчителя трудового навчання: проблеми теорії і практики» (Полтава, 2007 р.); «Сучасні проблеми геометричного моделювання» (Луцьк, 2008 р.); «Проблеми управління якістю підготовки фахівців в умовах інтеграції в міжнародний освітній простір» (Рівне, 2009 р.); «Актуальні проблеми та перспективи технологічної і професійної освіти» (Тернопіль, 2011 р.); «Європейський простір вищої освіти як основа розвитку суспільних знань» (Рівне, 2011 р.); «Забезпечення наступності змісту в системі степеневої освіти та післядипломної освіти» (Рівне, 2012 р.); «Інформаційні технології в освіті, науці і виробництві» (Луцьк-Світязь, 2013 р.); «Графічна підготовка майбутніх фахівців: досвід, проблеми, перспективи» (Ялта-Масандра, 2013 р.); «Педагогика и психология: тренды, проблемы, актуальные задачи» (Краснодар, 2013 р.); «Теорія та методика професійної освіти: наукові читання імені професора Віктора Сидоренка» (Київ, 2014 р.); «Наука и образование — нашее будущее» (Дубаї, ОАЕ, 2014 р.); «Актуальні питання графічної підготовки: теорія, практика та шляхи розвитку» (Київ, 2015 р.; «Інтегровані інтелектуальні робототехнічні комплекси» (Київ, 2015 р.);  “Вища освіта України в контексті інтеграції до європейського освітнього простору” (листопад 2015 р., м. Київ); “Графічна підготовка майбутніх фахівців: досвід, проблеми, перспективи” (травень 2016 р., смт. Східниця); V-ої Міжнародної науково-технічної конференції «Теорія і практика раціонального проектування, виготовлення і експлуатація машинобудівних конструкцій» (жовтень 2016 р., м. Львів); IV-ої Міжнародної науково-практичної конференції пам’яті член-кореспондента НАПН України В.К. Сидоренка «Актуальні питання графічної підготовки: теорія, практика та шляхи розвитку» (березень 2017 р., м. Київ); І-ої Міжнародної науково-практичної конференції «Європейська стратегія створення освітнього середовища у сучасній вищий технічній школі» (травень 2017 р., м. Рівне); V Міжнародна науково-практична конференція пам’яті член-кореспондента НАПН України В.К. Сидоренка «Актуальні питання графічної підготовки: теорія, практика та шляхи розвитку» (березень, 2018 р., Київ); "Problems of the development of modern science: theory and practice" (27.04.2018, Madrid, Spain); УІ Міжнародна науково-технічна конференція «Теорія та практика раціонального проектування, виготовлення і експлуатація машинобудівних конструкцій» (жовтень, 2018 р., Львів); XLIII Міжнародна науково-практична конференція «Якість вищої освіти: компетентнісний підхід у підготовці сучасного фахівця» (листопад, 2018 р., Полтава); International Scientific and Technical Internet Conference «Innovative Development of Resource-Saving Technologies of Mineral Mining and Processing» (грудень, 2018 р., Petrosani, Румунія); «Інноваційні технології в освіті» (квітень, 2019 р., Івано-Франківськ); «Університет і школа: перспективи співпраці» (квітень, 2019 р., Рівне); «Pedagogy and Psychology In an Era of Increasing Flow of Information – 2019» (квітень, 2019, Будапешт, Угорщина); «Актуальні дослідження в соціальній сфері» (травень, 2019 р., Одеса); I Міжнародна науково-технічна інтернет-конференція «Інноваційні технології розвитку машинобудування та ефективного функціонування транспортних систем» (травень, 2019 р., Рівне); III International Scientifical and Practical Conference «Perspectives of world science and education» (Osaka, Japan, 27-29 november, 2019);   II Міжнародна науково-технічна інтернет-конференція «Інноваційні технології розвитку машинобудування та ефективного функціонування транспортних систем» (м. Рівне, 25-27 березня 2020 р.); The XV International Scientific and Practical Conference «Multidisciplinary academic notes. Science research and practice», April 19 – 22, 2022, Madrid, Spain;
- всеукраїнських конференціях: «Сучасні технології навчання: проблеми та перспективи» (Рівне, 2003 р.); «Навчально-методичне забезпечення кредитно-модульної системи організації навчального процесу в галузевих університетах» (Рівне, 2005 р.); «Конструкторсько-технологічний підхід у підготовці майбутніх фахівців інженерного та педагогічного профілів» (Херсон, 2007 р.); «Кредитно-модульна система підготовки фахівців для ринкової економіки: стан, проблеми та перспективи» (Рівне, 2007 р.); «Інформаційні технології у професійній діяльності» (Рівне, 2008 р.); «Освітня галузь „Технологія“: реалії та перспективи» (Київ, 2010 р.); «Викладання дисципліни „Нарисна геометрія, інженерна та комп'ютерна графіка“ в умовах кредитно-трансферної системи навчання» (Севастополь, 2011 р.); «Компетентнісний підхід у сучасній університетській освіті» (Рівне, 2011 р.); «Прикладна геометрія та інженерна графіка 2011» (Луцьк, 2011 р.); «Освітня галузь „Технологія“: реалії та перспективи» (Київ, 2012 р.); «Актуальні проблеми сучасної дидактики в контексті вимог інформаційного суспільства» (Рівне, 2013 р.); «Вища освіта: проблеми і шляхи забезпечення якості» (Київ, 2013 р.); «Сучасні проблеми сучасної філософії та науки у глобалізованому світі» (Житомир, 2014 р.); «Актуальні питання графічної підготовки: теорія, практика та шляхи розвитку» (Київ, 2014 р.); «Креативний розвиток і соціальна адаптація обдарованих дітей і молоді» (Кривий Ріг, 2014 р.); «Дослідження можливостей використання інноваційних технологій у науковій роботі з прикладної геометрії та навчальному процесі кафедр ВНЗ, що займаються графічною підготовкою студентів» (Луцьк, 2015 р.); «Педагогічні інновації у фаховій освіті» (Ужгород, 2015 р.); “Педагогічні інновації у фаховій освіті” (жовтень 2015 р.,     м. Ужгород); : “Професійна підготовка фахівця в контексті потреб сучасного ринку праці” (лютий 2016 р., м. Вінниця); III Всеукраїнська науково-практична інтернет-конференція «Наукові засади підготовки фахівців природничого, інженерно-педагогічного та технологічного напрямків» (березень, 2019 р., Бердянськ); -  інтернет-конференції «Проблеми технологічної освіти учнівської молоді» (м. Рівне, 12 березня 2020 р.); "Актуальні проблеми модернізації професійно-педагогічної підготовки майбутніх фахівців у контексті євроінтеграційних процесів" (Рівне, 28 квітня 2021 р.); "Актуальні проблеми модернізації професійно-педагогічної підготовки освіти в контексті євроінтеграційних процесів" (Рівне, 22- 28.04.2022 р.).
- регіональних конференціх: «Інноваційні комп'ютерні технології у навчально-виховному процесі» (Рівне, 2004 р.); «Комп'ютерні технології в навчально-виховному процесі» (Рівне, 2005 р.); III Графічно-інформаційний форум присвячений пам’яті професора Маргарити Федорівни Юсупової (червень, 2017 р., Київ); І Всеукраїнська «Університет і школа: перспективи співпраці» (квітень, 2018 р., Рівне).

У 2011 році опублікував одну статтю у фаховому виданні із студентом (Поліщук В.Я): «Моделювання деталей із листового матеріалу в системі AUTOCAD» // Комп'ютерно-інтегровані технології: освіта, наука, виробництво: Науковий журнал. № 6; у 2013 році підготував одного студента (Возняк Д.) до участі у II-му турі Всеукраїнської студентської олімпіади з моделювання на ПЕОМ, яка проходила у Національному аерокосмічному університеті ім. М. Є. Жуковського «Харківський авіаційний інститут», і виборов перше місце.
Проф. Козяр М. М. (НУВГП) та доц. Фещук Ю. В. (РДГУ) з 2010 р. є засновниками регіональної олімпіади з комп'ютерного моделювання на ПК серед студентів ВНЗ м. Рівного.